# 228 aC
El 228 aC va ser un any del calendari romà prejulià. Durant la República i l'Imperi Romà, era conegut com a any del consolat de Màxim Ruga i Màxim Verrugós (o també any 526 ab urbe condita). L'ús del nom «228 aC» per referir-se a aquest any es remunta a l'alta edat mitjana, quan el sistema Anno Domini va ser el mètode de numeració dels anys més comú a Europa.

## Esdeveniments

### Àsia Menor
- Inicia el seu regnat a Bitínia el rei Prúsies I, a la mort del seu pare Zeiles (data aproximada).[2]

### Il·líria
- Finalitza la Primera guerra il·líria, quan la reina Teuta, que s'havia retirat amb un grup de fidels a la fortalesa de Risan demana la pau, i se li concedeix a la primavera d'aquest any, a condició d'entregar una part dels seus dominis, i prohibir als seus súbdits l'accés a l'empori comercial de Lissus.[3]
- El territori d'Il·líria que conserva la reina Teuta és força reduït. La major part del regne la obté el seu fillastre Pinnes sota la regència de Demetri de Faros. Una altra zona queda en mans d'Escerdilaides, però sense títol reial. Es creu que aquest mateix any Teuta dimiteix a favor de Pinnes.[4]

### Antiga Roma
- Aquest any són elegits cònsols Espuri Carvili Màxim Ruga i Quint Fabi Màxim Berrugós.[5]
- Màxim Ruga accepta la llei agrària anomenada Flaminia, proposada pel tribú Gai Flamini sobre divisió de la terra a la Gàl·lia Cisalpina.[6] Polibi situa aquesta llei quatre anys abans, aprovada el 232 aC sota el cònsol Marc Emili Lèpid.[5]
- Roma és admesa als Jocs ístmics pel seu creixent domini a la zona.[7]

### Península Ibèrica
- Batalla d'Helike, on mor el general cartaginès Hamílcar Barca. Hamílcar s'enfronta amb els contestans, que conten amb l'ajut d'Oretans, Òlcades i Vetons. Amb una estratagema, els contestans creen una gran confusió al campament cartaginès i l'exèrcit es desbanda. Hamílcar mor en la fugida.[8]
- Hasdrúbal és elegit nou cap dels cartaginesos a Acra Leuce, on es reuneixen les restes de l'exèrcit cartaginès.[9][10]

## Necrològiques
- Hamílcar Barca. Segons Titus Livi[11] es va produir prop d'un lloc anomenat Castrum Album, però se'n desconeix la situació exacta. Les circumstàncies de la seva derrota i mort les expliquen de manera molt diferent Diodor de Sicília[12] i Apià.[13] El relat d'Apià el confirma Joan Zonaràs,[14] i tots diuen que va mostrar una gran valentia personal en el conflicte, i que la seva mort no va ser indigna de la seva vida.